# کوزگوو
کوزگوو (انگلیسی: Kuzgovo) یک شهرک در شهرستان کراسنوکامسکی استان باشقیرستان کشور روسیه است.